# تحفيز كهربائي للعصب عبر الجلد
التحفيز الكهربائي للعصب عبر الجلد (بالإنجليزية: Transcutaneous electrical nerve stimulation)‏ هو استخدام التيار الكهربائي الناتج عن جهاز لتحفيز الأعصاب لأغراض علاجية. يغطي التحفيز الكهربائي للعصب عبر الجلد، بحكم التعريف، النطاق الكامل للتيارات المطبقة عبر الجلد المستخدمة لإثارة الأعصاب رغم أن المصطلح يستخدم غالبًا بقصد محدود، لوصف نوع النبضات التي تنتجها المحفزات المحمولة المستخدمة لتخفيف الألم. عادةً ما يوصل الجهاز بالجلد باستخدام قطبين أو أكثر من الجل الموصل. تستطيع وحدة التحفيز الكهربائي للعصب عبر الجلد النموذجية التي تعمل بالبطارية تعديل عرض النبضة وترددها وشدتها. بشكل عام، يُطبق التحفيز الكهربائي للعصب عن طريق الجلد بتردد عالٍ (> 50 هرتز) مع شدة أقل من شدة الانقباض العضلي أو تردد منخفض (أقل من 10 هرتز) مع شدة ينتج عنها انقباض عضلي. أثبت استخدام التحفيز الكهربائي للعصب عن طريق الجلد فعاليته في الدراسات السريرية، لكن هناك جدل حول شروط استخدام الجهاز بغرض علاجي.

## الاستخدامات الطبية

### الألم
التحفيز الكهربائي للعصب عبر الجلد هو نهج علاجي شائع الاستخدام للتخفيف من الألم الحاد والمزمن، مع ذلك، فإن العديد من المراجعات المنهجية والتحليلات التلوية التي تقيِّم التجارب السريرية التي تبحث في فعالية استخدام التحفيز الكهربائي للعصب عبر الجلد لتقليل مصادر الألم المختلفة لم تكن حاسمة بسبب نقص الأدلة الجيدة وغير المتحيزة. تشمل الميزات المحتملة للعلاج بالتحفيز الكهربائي للعصب عبر الجلد الأمان، والتكلفة المنخفضة نسبيًا، والقدرة على الإعطاء الذاتي، والتوفر بدون وصفة طبية. من حيث المبدأ، يجب تطبيق درجة كافية من التحفيز لتخفيف الآلام باستخدام التحفيز الكهربائي للعصب عبر الجلد. أظهر تحليل دقة العلاج (تقديم التحفيز الكهربائي للعصب عبر الجلد في تجربة ما وفقًا للنصائح السريرية الحالية، مثل تطبيق «إحساس قوي ولكنه مريح» وفترات علاج متكررة ومناسبة)، أن التجارب عالية الدقة يكون لها نتائج إيجابية.

#### الألم الحاد
بالنسبة للأشخاص الذين يعانون من ألم حديث (منذ أقل من ثلاثة أشهر) مثل الألم المرتبط بالجراحة و/أو الصدمات و/أو الإجراءات الطبية، قد يكون التحفيز الكهربائي للعصب عبر الجلد أفضل من العلاج الوهمي في بعض الحالات، لكن دليل هذه الفائدة ضعيف جدًا.

#### ألم العضلات الهيكلية والرقبة/الظهر
هناك بعض الأدلة التي تدعم فائدة استخدام التحفيز الكهربائي للعصب عبر الجلد في آلام العضلات الهيكلية المزمنة. لم تجد نتائج فريق عمل معني بألم الرقبة في عام 2008 أي فائدة سريرية هامة للتحفيز الكهربائي للعصب عبر الجلد في علاج آلام الرقبة عند مقارنته بالعلاج الوهمي. لم تجد مراجعة عام 2010 أدلة تدعم استخدام التحفيز الكهربائي للعصب عبر الجلد لآلام أسفل الظهر المزمنة.

#### ألم الاعتلال العصبي ووهم الأطراف
هناك دليل مبدئي على أن التحفيز الكهربائي للعصب عن طريق الجلد قد يكون مفيدًا في علاج اعتلال الأعصاب السكري المؤلم. اعتبارًا من عام 2015، لم تُعرف فعالية العلاج بالتحفيز الكهربائي للعصب عبر الجلد لألم وهم الأطراف بسبب عدم إجراء تجارب منضبطة معشاة.

#### آلام المخاض والدورة الشهرية
ذكرت دراسات سابقة أن التحفيز الكهربائي للعصب عبر الجلد «ثبت أنه غير فعال في آلام ما بعد الجراحة وآلام المخاض». كانت لهذه الدراسات أيضًا قدرة مشكوك فيها على إصابة المرضى بالعمى. مع ذلك، أظهرت الدراسات الحديثة أن التحفيز الكهربائي للعصب عبر الجلد كان «فعالًا في تخفيف آلام المخاض، وأنه أُخذ في عين الاعتبار من قبل المشاركات الحوامل.» أظهرت إحدى الدراسات أيضًا أن هناك تغييرًا كبيرًا في الوقت الذي تستغرقه النساء أثناء المخاض لطلب علاج الألم الدوائي، مثل الإعطاء فوق الجافية. انتظرت المجموعة الخاضعة للتحفيز الكهربائي للعصب عبر الجلد خمس ساعات إضافية. كانت كلتا المجموعتين راضيتين عن درجة تخفيف الآلام التي حصلتا عليها. لم تُلاحظ أي مشاكل خاصة بالأم أو الرضيع أو المخاض. هناك دليل مبدئي على أن التحفيز الكهربائي للعصب عبر الجلد قد يكون مفيدًا في علاج الألم الناتج عن عسر الطمث، لكن هناك حاجة إلى مزيد من البحث. 

#### آلام السرطان
هناك حاجة ماسة لخيارات العلاج غير الدوائية للمرضى الذين يعانون من الألم الناجم عن السرطان، ومع ذلك، لم يتضح من الدراسات الضعيفة التي نُشرت ما إذا كان التحفيز الكهربائي للعصب عبر الجلد نهجًا فعالًا.

### طب الأسنان
استُخدم التحفيز الكهربائي للعصب عبر الجلد على نطاق واسع في تسكين آلام الفم والوجه غير السنية. بالإضافة إلى ذلك، يُستخدم التحفيز الكهربائي للعصب عبر الجلد العادي ومنخفض التردد بشكل شائع في تشخيص وعلاج خلل المفصل الصدغي الفكي. هناك حاجة إلى مزيد من الدراسات السريرية لتحديد فعاليته.

### الرعاش
يتوفر حاليًا جهاز تعديل عصبي بوصفة طبية، يعمل بالتحفيز الكهربائي للأعصاب في الرسغ. يوضع حول الرسغ، ويعمل كعلاج غير باضع لمن يعانون من الرعاش مجهول السبب. يحتوي المحفز على أقطاب كهربائية توضع حول معصم المريض. يمكن أن يؤدي وضع الأقطاب الكهربائية على جوانب متقابلة من العصب المستهدف إلى تحسين تحفيز العصب. في التجارب السريرية، أُبلغ عن انخفاضات في رعاش اليدين بعد تحفيز العصب المتوسط والكعبري غير الباضع.

## موانع الاستخدام
لا يُنصح الأشخاص الذين خضعوا لزرع أجهزة طبية إلكترونية بما في ذلك الناظمة القلبية الاصطناعية ومقوم نظم القلب مزيل الرجفان باستخدام جهاز التحفيز الكهربائي للعصب عبر الجلد. بالإضافة إلى ذلك، يجب توخي الحذر قبل استخدام التحفيز الكهربائي للعصب عبر الجلد لدى النساء الحوامل، أو المصابين بالصرع، أو الذين يعانون من ورم خبيث نشط، أو من يعانون من خثار وريدي عميق، أو لديهم جلد تالف، أو المصابين بعجز.

## الآثار الجانبية
بشكل عام، وجد أن التحفيز الكهربائي للعصب عبر الجلد آمن مقارنةً بالأدوية المستخدمة لعلاج الألم. تشمل الآثار الجانبية المحتملة حكة جلدية بالقرب من الأقطاب الكهربائية واحمرار خفيف في الجلد (حمامى). أفاد بعض الأشخاص أيضًا أنهم لا يحبون الإحساس المرتبط بالتحفيز الكهربائي للعصب عبر الجلد.

## الاستخدامات
- علاج الألم المزمن.
- الوقاية من نوبات الصداع النصفي
- ألم الولادة
- ألم اعتلال الكلى السكري
- الطنين الحسي الجسدي somatosensory طنين[24]